# Neil Dawson

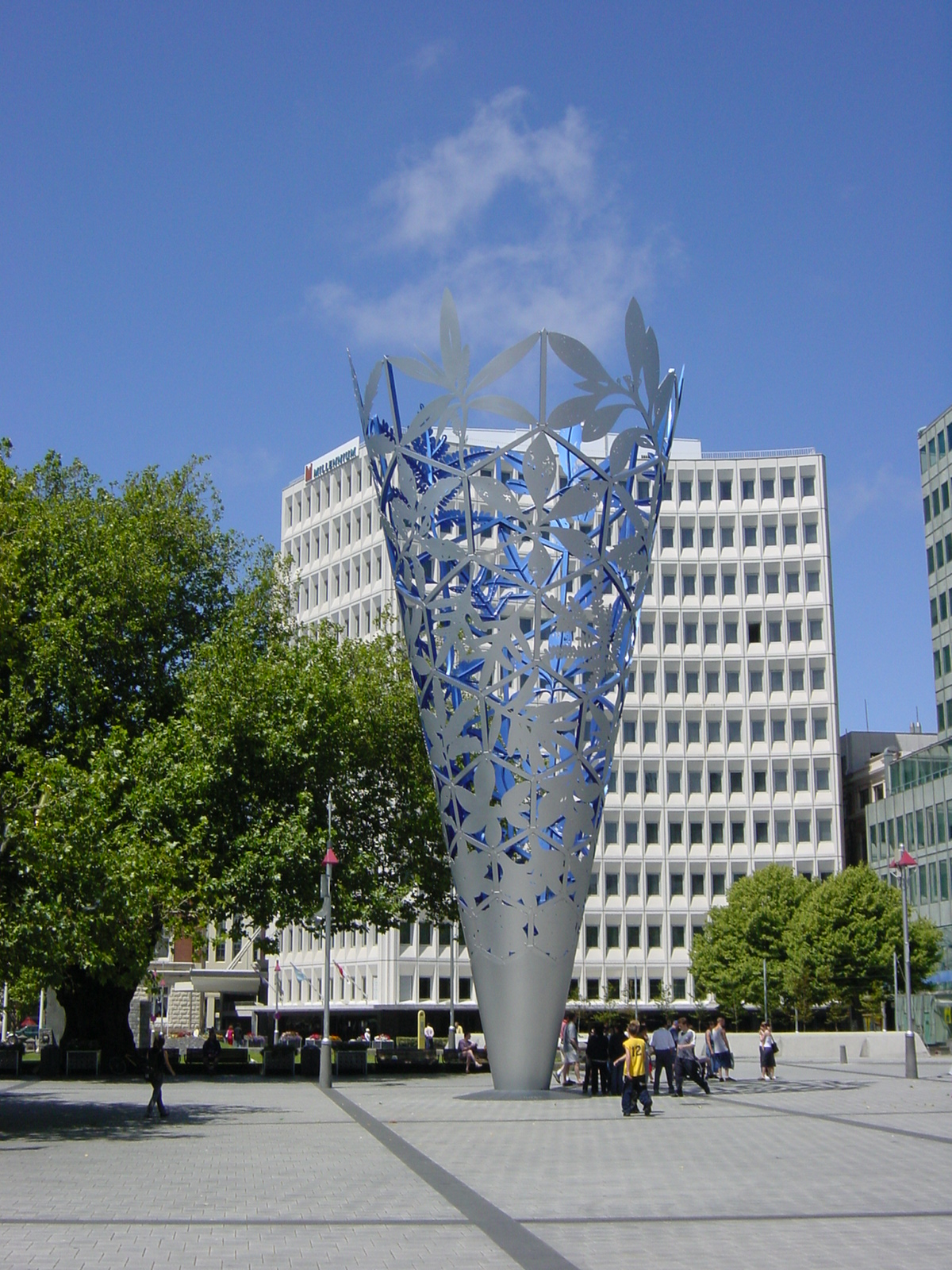
Chalice (2000/2001) in Christchurch

Neil Dawson (* 1948 in Christchurch, Neuseeland) ist ein neuseeländischer Bildhauer.

## Leben und Werk
Neil Dawson war von 1966 bis 1969 in einer Ausbildung zur Bildhauerei bei Tom Taylor und Eric Doudney an der School of Art der University of Canterbury in Christchurch. Anschließend bildete er sich von 1970 bis 1973 am Victoria College of Art in Melbourne in Australien weiter. Von 1975 bis 1983 war er Dozent am Christchurch Polytechnikum. Im Jahre 1978 hatte er seine ersten Ausstellung in der Brook Gifford Art Gallery in Christchurch und seine erste Installation Seascape erfolgte vor der Robert McDougall Art Gallery.

## Werk (Auswahl)
- The Rock (dt.: Der Felsen) (1984), Bank of New Zealand in Wellington
- Moon Illusion (dt.: Mondillusion) (1985) in Christchurch
- Sphere/Globe (dt.: Kugel) (1989), Centre Georges Pompidou in Paris für die Ausstellung Magiciens de la Terre
- Echo (1990), Christchurch Arts Centre
- Lit LeWitt (1994), University of Canterbury in Christchurch
- Ferns (dt.: Farne) (1998), Civic Square in Wellington
- Feathers and Skies (dt.: Federn und Himmel) (2000), ANZ Stadium in Sydney (Skulptur am Stadioneingang)
- Chalice (dt.: Kelch) (2001), eine 18 Meter hohe Skulptur auf dem Cathedral Square in Christchurch zum Anlass der 150-Jahr-Feier von Christchurch und Canterbury
- Diamonds (dt.: Diamanten) (2002), Skulpturenpark der National Gallery of Art in Canberra
- H2O (2005), Lincoln University
- Raindrops and Wellsphere (Regentropfen und Hellseherei) (2005) in Manchester
- Canopy, (dt.: Baldachin) an der Queensland Art Gallery in Brisbane
- Vanishing Stars (dt.: Verschwindende Sterne) in Kuala Lumpur
- Other People's Houses (dt.: Anderer Leute Häuser) im Connells Bay Sculpture Park bei Auckland
- Birds of a Feather (dt.: Leute vom gleichen Schlag) am Tsing Yi Station von Hongkong

## Fotogalerie

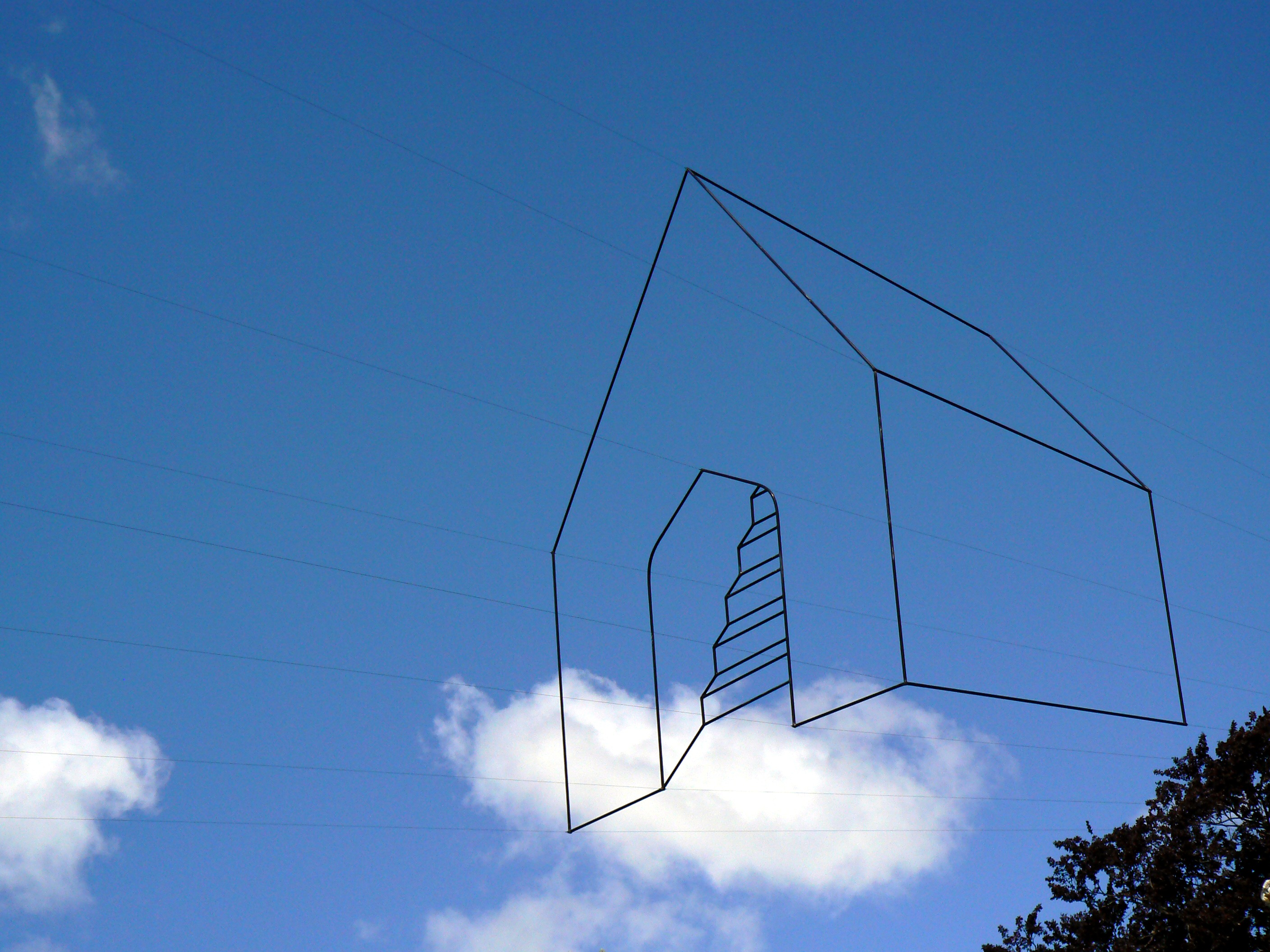
Echo in Christchurch
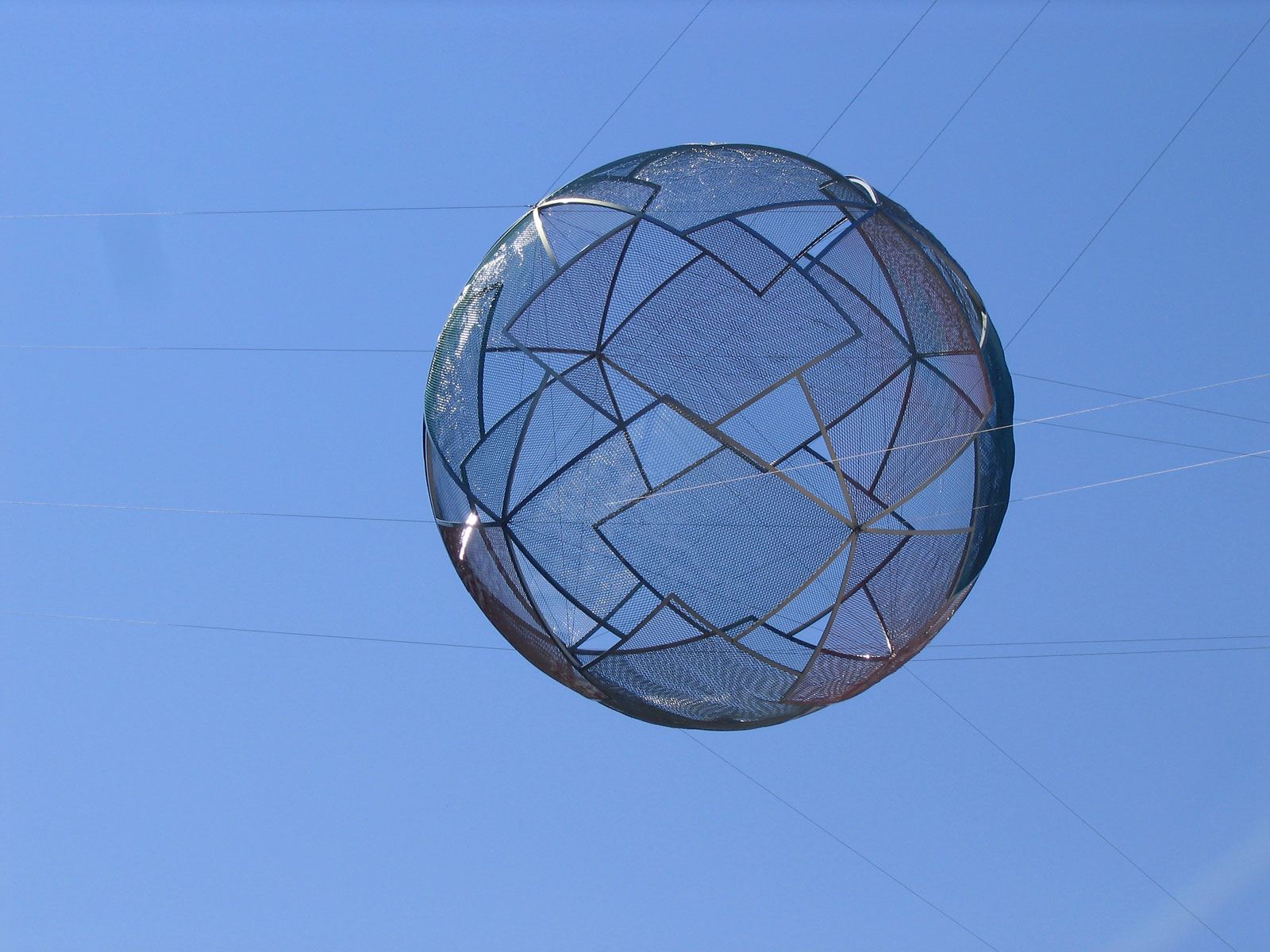
Diamonds in Canberra
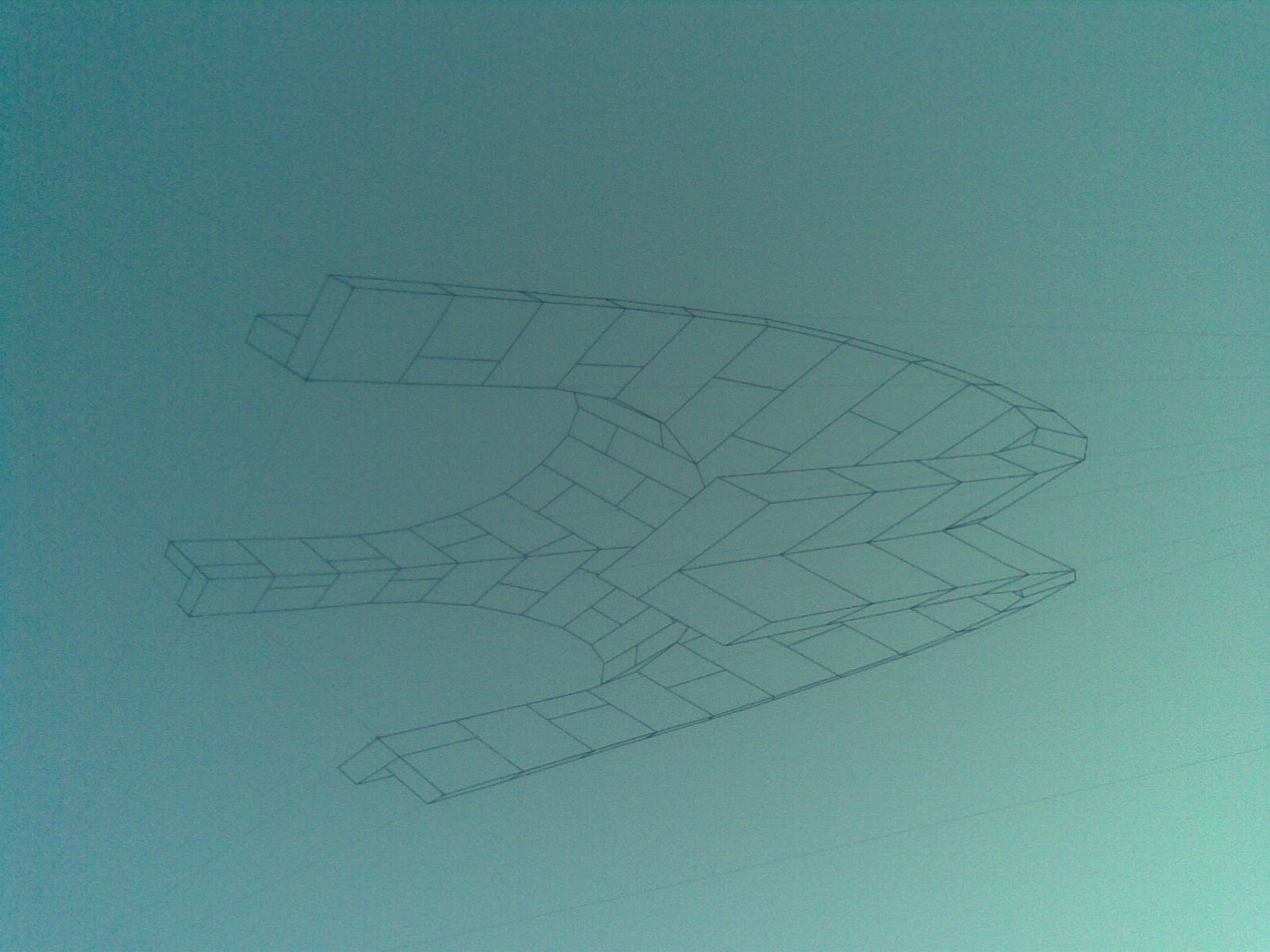
Canopy in Brisbane
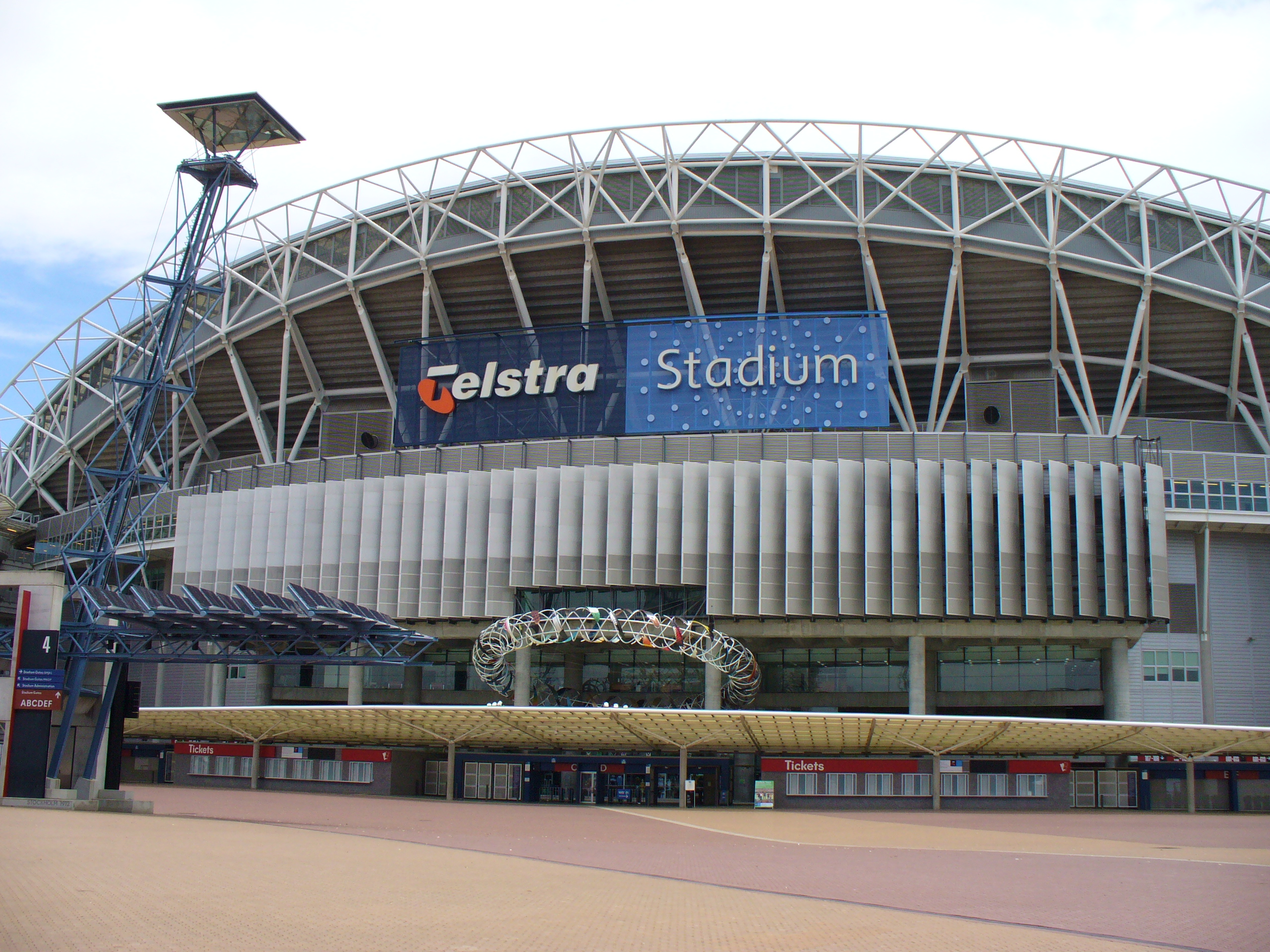
Feathers and Skies am ANZ Stadium in Sydney